# Association nationale interprofessionnelle du bétail et des viandes
L'Association nationale interprofessionnelle du bétail et des viandes (Interbev), fondée en 1979, est une association interprofessionnelle et un lobby regroupant les principaux acteurs de la filière viande bovine. Elle est reconnue comme organisation interprofessionnelle dans le secteur du bétail et des viandes par arrêté du 18 novembre 1980.

## Histoire
Interbev est créée en 1979 à partir de dix familles professionnelles du secteur bovin. Par agrégations successives de différentes familles, elle est devenue une interprofession multi-espèces (bovins, ovins, équins, caprins, veaux). La création de la section caprine, en 2014, fait suite à une mission de conseil du CGAAER permettant l'accompagnement de la filière caprine dans la constitution d'une structure interprofessionnelle dédiée à la viande.
Elle prend la suite d'autres associations interprofessionnelles de la filière bétail-viande, comme l'Association générale des producteurs de viande (AGPV), créée en 1928 et très influente dans les années 1930, ou l'Union nationale interprofessionnelle du bétail et des viandes (UNIBEV), créée en 1949,.

## Rôle
Son rôle est de défendre et de valoriser les intérêts communs de l'élevage et des activités industrielles, artisanales et commerciales de la filière.
Interbev structure les filières bovines, caprines, ovines et équines. À ce titre, elle publie de façon hebdomadaire, trimestrielle ou annuelle des bulletins, études, analyse, guides et indicateurs économiques sur ses différentes filières. Elle vote également de nombreux accords interprofessionnels sur des sujets comme l'équarrissage, les indicateurs de prix, les cotisations, les dénominations des morceaux de viande, l'abattage ou les règles d'hygiène.
Elle publie chaque semaine un bulletin avec les cotations (prix de vente) des animaux ainsi que diverses informations sur les exportations, les abatages, et la consommation de viande.
En tant qu'organisation interprofessionnelle reconnue par l'Etat, Interbev peut demander au ministre de l'agriculture à ce que ses accords soient étendus et rendus obligatoire pour l'ensemble des opérateurs économiques d'une filière.
Elle est également une interlocutrice privilégiée du gouvernement sur les sujets de l'élevage.

## Organisation

### Gouvernance
Interbev est composée de 22 organisations professionnelles. Ces 22 organisations sont réparties en 4 collèges : production, mise en marché, abattage commerce de gros transformation et distribution. Interbev est organisée en 5 sections : bovine, veau, ovine, caprine et équine.
Les organisations professionnelles composant les 4 collèges de l’interprofession sont les suivantes : 
- Production : Fédération nationale bovine (FNB), Fédération nationale ovine (FNO), Fédération nationale du cheval (FNC), Fédération nationale des éleveurs de chèvres (FNEC), Confédération paysanne, et Coordination rurale ;
- Mise en marché : Fédération française des commerçants en bestiaux (FFCB), Fédération française des marchés de bétail vif (FMBV), Fédération nationale des engraisseurs de chevreaux (FNENC), Éleveurs et acheteurs associés (ELVEA), La Coopération Agricole, Syndicat de la vitellerie française (SDVF), et Section des associations d’éleveurs ovins ;
- Abattage, commerce de gros, transformation : Fédération nationale des exploitants d'abattoirs prestataires de service (FNEAP), Culture Viande, La Coopération Agricole, Confédération française de la boucherie, boucherie-charcuterie, traiteurs (CFBCT), Fédération nationale des groupements d'achat et coopératives de la boucherie-charcuterie française (COOBOF), et Confédération nationale de la triperie française (CNTF) ;
- Distribution : CFBCT, CNTF, Fédération du commerce coopératif et associé (FCA), Fédération du commerce et de la distribution (FCD), Fédération de la boucherie hippophagique de France (FBHF), et Restau’Co.

Interbev est par ailleurs dotée de 5 commissions : enjeux sociétaux, commerce extérieur, communication collective, commission spécifique bio, et commission spécifique produits tripiers.
Interbev comporte également 12 comités régionaux réunis au sein d'un collège régional.

### Présidence et direction
Le président est Jean-François Guihard, élu le 8 décembre 2021. Il succède à Dominique Langlois qui occupait la présidence depuis décembre 2010.
Le directeur général est Marc Pagès.

### Financement
Interbev prélève une cotisation pour son fonctionnement sur les animaux vivants exportés, ainsi que sur les viandes bovines, ovines et chevalines. Elle perçoit, en 2010, des contributions volontaires obligatoires auprès des professionnels du secteur à hauteur de 35 469 000 euros.

## Engagements
En octobre 2017, le président de la République a demandé aux interprofessions d'élaborer des plans de développement et de transformation des filières agricoles et agroalimentaires. Interbev a remis au ministre de l'Agriculture ses plans de filière (viande bovine, veau, viande ovine, viande caprine, filière équine) en décembre 2017.
Les différents plans de filière d'Interbev se réfèrent à la démarche de responsabilité sociale collective, encadrée par la norme ISO 26000. Elle vise à l'amélioration continue des pratiques de production et de consommation de viande sur les enjeux de l'environnement, de la protection animale et de la nutrition-santé. Interbev place au cœur de ses plans de filières le développement des viandes bio, avec comme principal objectif le doublement de la production à l'horizon 2022.

## Activités

### Communication
Interbev est à l'origine de la campagne « Naturellement Flexitariens ». L'association détourne le sens du terme flexitarien, en excluant toute idée de réduction de la consommation de viande.
Interbev est également à l'origine de la création du Centre d'information des viandes (CIV).
La campagne de communication d'Interbev, menée en 2018 en direction des femmes, et qui mettait en scène une pseudo-institutrice et blogueuse, est stoppée après une enquête de L214.
Selon Greenpeace, la communication controversée d'Interbev « dans toutes les sphères de la vie publique et privée » vise à influencer à la fois les professionnels de santé, les élèves et enseignants, le grand public et les institutions publiques comme le Conseil national de la restauration collective,,. Selon Télérama, la communication d'Interbev à destination du public scolaire a pour effet « d'invisibiliser l'élevage industriel, les cages et les concentrations d'animaux », avec un grand nombre de ressources « pédagogiques ».

### Lobbying
Pour l'année 2021, Interbev déclare à la Haute Autorité pour la transparence de la vie publique exercer des activités de représentation d'intérêts pour un montant compris entre 200 000 et 300 000 euros.
Interbev est par ailleurs inscrite depuis 2013 au registre de transparence des représentants d'intérêts auprès de la Commission européenne. Elle déclare en 2022 pour cette activité des dépenses d'un montant compris entre 200 000 et 300 000 euros,.
Interbev, « lobby de la viande » adresse régulièrement aux élus des lettres ouvertes et courriers pour soutenir la consommation de viande dans les cantines scolaires.